# Голак (планина)
Вижте пояснителната страница за други значения на Голак.
Голак (на македонска литературна норма: Голак) е планина в Северна Македония. Простира се между Делчевската котловина на изток и Кочанската котловина на запад. Разпростира се в посока север-юг. Площта на Голак е 12 800 ha. Най-високата точка е връх Чавка (1538 m).
В планината има много ендемични видове. Срещат се дива свиня, сърна, див заек, черен орел, ярбица и бухал. На върха е манастирът „Свети Пантелеймон“, край който от 1994 година на 8 срещ 9 август (денят на Свети Пантелеймон) всяка година се провежда фестивалът Голашки фолклорни срещи. В планината има много вили, както и детска почивна станция.